# Jam Nizamuddin II
Jam nizamuddin II (Sindhi: ڄام نظام الدين عرف, Urdu: جام نظام الدين ثاني 1439-1509), también conocido como Jam Nizam al-Din o JAM Nindo (Sindhi: ڄام نندو), fue el Rajput Sultán de Sindh entre los años 1461 y 1508 d. C. Fue el gobernante más famoso de la dinastía Samma, que gobernó Sindh, partes de Punjab y Balochistán desde 1351 hasta 1551 d. C. Su capital fue Thatta en el actual sur de Pakistán. La dinastía Samma alcanzó el apogeo de su poder durante el reinado de Nizamuddin, quien todavía es recordado como un héroe, y cuya época se considera la edad de oro de Sindh.
La tumba de Nizamuddin se encuentra en la colina de Makli y forma parte del patrimonio mundial de monumentos históricos en Makli. La tumba es una impresionante estructura de piedra con una fina talla ornamental similar al estilo Gujrat del siglo XV. Se ha restaurado pero, desafortunadamente, sufre de grietas y distorsiones en las paredes causadas por la erosión brusca y la erosión de la pendiente en la que se encuentra. Después de su muerte, su hijo Jám Ferózudin perdió el Sultanato en el año 1525 d. C. contra un ejército invasor de Shah Beg Arghun, que fue expulsado de Kandahar por Babur.

## Historia
Nizamuddín fue elegido para el trono del Reino por los consejos conjuntos de hombres de Thatta, así como de los militares el 25 de Rabi 'al-awwal, 866 (1461 d. C.), después de la muerte de su padre Jam Sanjar. Poco después de su adhesión, fue con una gran fuerza a Bukkur, donde pasó aproximadamente un año, luchando contra las tribus baloch. Fortaleció el fuerte de Bukkur y dejó el lugar a cargo de su esclavo nacido en casa, Dilshád, después de regresar a la capital.
Durante un período de cuarenta y ocho años, reinó Thatta con poder absoluto. Se lo consideraba un gobernante sabio y justo, bajo el cual florecían madrasas y mezquitas, mientras que la gente disfrutaba de un largo período de paz y prosperidad. Los viajeros podrían pasar a través de Sindh, sin dañar su persona o propiedad. La gente seguía estrictas reglas musulmanas. Congregaciones reunidas en las mezquitas: nadie estaba dispuesto a decir sus oraciones solo. El ascenso de Thatta, como un importante centro comercial y cultural, estaba directamente relacionado con su patrocinio y sus políticas. El período contribuyó significativamente a la evolución de un estilo arquitectónico predominante que puede clasificarse como Sindhi-islámico temprano.
En la última parte del reinado de Nizamuddín, después de 1490 d. C., un ejército mughul al mando de Shah Beg Arghun vino de Kandahar y atacó muchas aldeas de Chundooha y Sideejuh, invadiendo las ciudades de Ágrí, Ohándukah, Sibi Sindichah y Kén Míchián. Nizamuddín envió a un gran ejército bajo su Vazier y adoptó al hijo Darya Khan Lashari, que, al llegar a la aldea conocida con el nombre de Duruh-i-Kureeb, también conocido como Joolow Geer o Halúkhar cerca de Sibi, derrotó a los mogoles en un batalla campal. Según otras fuentes, esta batalla tuvo lugar en Jalwakhir, cerca de Bibi Nani, en el paso de Bolan. El hermano de Sháh Beg Arghun, Abú Muhammad Mirzá, fue asesinado en la batalla, y los mogoles huyeron de regreso a Kandahár, para no volver nunca durante el reinado de Nizamuddin. Poco después, Nizamuddin murió después de un largo reinado de 48 años.

## Personaje
Se dice que de joven estaba ansioso por aprender, pasando gran parte de su tiempo en la universidad y en los claustros. Tenía un buen carácter, cariñoso, era servicial y una persona trabajadora. Era muy religioso y regular en sus oraciones y practicaba la abstinencia. En sus días se decía que las mezquitas estaban siempre llenas en el momento de las oraciones.
Según una historia, visitaba sus establos regularmente todas las semanas y pasaba la mano por la frente de sus caballos diciendo: "Oh, seres afortunados, no deseo montarlos para pelear con otros, a menos que vayan contra Kafirs". Los cuatro lados de nosotros tenemos gobernantes musulmanes. Que Dios nunca nos dé otra causa que no sea de acuerdo con la ley religiosa, para ir a otro lugar, u otros para que vengan aquí, no sea que se derrame sangre inocente de musulmanes y me avergüence en agosto. presencia de dios".
Nizamuddin y el sultán Hoosain Langah de Multan se hicieron amigos a pesar de que este último había protegido a los nobles Samma expulsados por Nizamuddin.
A Nizamuddin le gustaba la compañía de hombres eruditos, con quienes le gustaba discutir temas literarios. Hay una historia de que un hombre erudito de Shiraz, Jaláluddín Muhammad Roomi, había venido de Persia a Sindh y había enviado a sus dos alumnos Mír Shamsuddín y Mír Muín a Thatta para organizar su estadía allí. Nizamuddin, conociendo la intención del erudito persa, ordenó un lugar para prepararse para su recepción y envió a los dos alumnos con una gran suma para los gastos del viaje, ordenándoles que trajeran al hombre instruido. Pero antes de su llegada su maestro había muerto. Mír Shamsuddín y Mír Muín regresaron a Thatta en vano y se instalaron en el lugar.

## Tumba
Cousens escribió en The Antiquities of Sind:

Su tumba se encuentra en la necrópolis en la colina de Makli. Es de planta cuadrada, pero la cúpula nunca se construyó, el trabajo se detuvo cuando las paredes alcanzaron la línea de salto. En el exterior del edificio hay doce bandas de decoración que recorren el edificio de arriba abajo y que incluyen diamantes, lotos, inscripciones coránicas y patrones geométricos. Hay dos características inusuales: el mihrab en el interior y el balcón correspondiente en el exterior. Este tipo de balcón recuerda a los de Gujarat, por lo que es posible que los artesanos de Gujarat fueran los responsables de esta tumba. Esta es una vista cercana de una sección de la pared, que muestra el balcón ricamente tallado y las bandas de talla decorativa a lo largo de la pared.